# Good News
Good News este al doilea album de studio lansat de către cântăreța germană Lena Meyer-Landrut.A fost lansat în Germania pe data de 8 februarie 2011 de către casa de discuri Universal.Albumul conține cântecele interpretate de Lena pe durata selecției naționale a Germaniei la Concursul Muzical Eurovision 2011,desfășurat la Düsseldorf,pentru a-și apăra titlul.Albumul a debutat ca numărul 1 în topul german al albumelor și a fost certificat cu platină pentru vânzări de peste 200.000 de copii.

## Background
Albumul conține toate piesele interpretate de Lena la selecția națională a Germaniei la Concursul Muzical Eurovision 2011, Unser Song für Deutschland,selecție ce a avut loc în 2011,la Köln.Mai mult de 600 de cântece au fost trimise de către Lena și Raab ca posibile intrări.Scriitori de muzică ca Daniel Schaub, Pär Lammers și Rosi Golan, care au colaborat cu Lena pe primuul album al acesteia,My Cassette Player,au introdus câteva melodii pentru concurs.Alți scriitori ca Nicole Morier(care a lucrat cu Britney Spears și Tom Jones),Erroll Rennalls(care a scris single-ul "Sex Bomb")și Aloe Blacc,au trimis melodii pentru concurs.Lena și Raab au scris cântecele "What Happened to Me" și "Mama Told Me".Producerea tuturor cântecelor a început în Decembrie 2010.
Albumul a fonst lansat pe 8 februaire 2011.Cover-ul albumului a fost făcut de fotograful Sandra Ludewig.
La finala concursului "Unser Song für Deutschland",cântecul Taken by a Stranger a fost ales să reprezinte Germania la Eurovision 2011,primind 79% din voturile totale exprimate.A fost lansat pe 22 februarie 2011 ca primul single al albumului.

## Recepție
Good News a debutat ca numărul 1 în Topul German în prima săptămână a lansării.Totodată a debutat ca numărul 1 în Topul German de Descărcări.În a doua săptămână,albumul a căzut pe locul 2,ca urmare a lansării albumului Charm School,lansat de trupa rock Roxette.În a doua săptămână,albumul a fost certificat cu aur pentru vânzări de peste 100.000 de copii În a treia săptămână,albumul a revenit pe prima poziție în top.În Austria,albumul a debutat ca numărul 8,dar a urcat până pe locul 7 În Elveția,albumul a debutat ca numărul 27,înainte să urce în top până pe locul 15.
Ca urmare a finalei selecției naționale a Germaniei la Eurovision,cântecul câștigător "Taken by a Stranger" a debutat ca numărul 2 în Topul German.Cântecul a debutat in topul din Austria și Elveția ca numărul 32,respectiv 45.Melodia care a terminat pe locul 2 concursul,"Push Forward",a atins poziția 15 în top."Maybe" a intrat ca numărul 53,"A Million and One" poziția 55, și "Mama Told Me",poziția 58.

## Relansare
Ediția de platină a albumului a fost lansată pe 16 septembrie 2011,incluzând 2 cântece noi,"What A Man",ce a fost lansat mai târziu în Septembrie ca single, și "Who'd Want to Find Love",plus 5 versiuni live din turneul "Lena Live Tour" 2011 al melodiilor Satellite,Taken by a Stranger,"Good News","New Shoes" și "I Like to Bang My Head".

## Track listing
| Standard listing |                       |                                                        |                              |         |  |
| Nr.              | Titlu                 | Autor(i)                                               | Producător(i)                | Lungime |  |
| 1.               | „Good News”           | Audra Mae, Ferras Alqaisi                              | Stefan Raab, Reinhard Schaub | 3:05    |  |
| 2.               | „What Happened to Me” | Lena Meyer-Landrut, Raab                               | Raab                         | 3:37    |  |
| 3.               | „A Million and One”   | Erroll Rennalls, Stavros Ioannou                       | Raab, Schaub                 | 3:11    |  |
| 4.               | „Maybe”               | Daniel Schaub, Pär Lammers                             | Raab, Schaub                 | 3:06    |  |
| 5.               | „I Like You”          | Rosi Golan, Johnny McDaid                              | Raab                         | 2:51    |  |
| 6.               | „Mama Told Me”        | Meyer-Landrut, Raab                                    | Raab                         | 2:51    |  |
| 7.               | „Push Forward”        | Daniel Schaub, Pär Lammers                             | Raab, Schaub                 | 3:37    |  |
| 8.               | „A Good Day”          | Mae, Todd Wright, Scott Simons                         | Raab, Schaub                 | 3:19    |  |
| 9.               | „Taken by a Stranger” | Gus Seyffert, Nicole Morier, Monica Birkenes           | Raab, Schaub                 | 3:24    |  |
| 10.              | „Teenage Girls”       | Viktoria Hansen, Lili Tarkow-Reinisch, Yacine Azeggagh | Raab                         | 3:13    |  |
| 11.              | „That Again”          | Raab                                                   | Raab                         | 3:03    |  |
| 12.              | „At All”              | Aloe Blacc                                             | Raab                         | 3:21    |  |

| Cântece bonus la Ediția de Platină |                                 |                                          |         |  |
| Nr.                                | Titlu                           | Autor(i)                                 | Lungime |  |
| 13.                                | „What a Man”                    | Dave Crawford                            | 2:54    |  |
| 14.                                | „Who'd Want to Find Love”       | Ellie Goulding, Jonny Lattimer           | 2:57    |  |
| 15.                                | „I Like to Bang My Head” (Live) | Meyer-Landrut, Raab                      | 4:29    |  |
| 16.                                | „Good News” (Live)              | Mae, Alqaisi                             | 3:24    |  |
| 17.                                | „Taken by a Stranger” (Live)    | Seyffert, Morier, Birkenes               | 3:37    |  |
| 18.                                | „Satellite” (Live)              | Julie Frost, John Gordon                 | 4:08    |  |
| 19.                                | „New Shoes” (Live)              | Matty Benbrook, Jim Duguid, Paolo Nutini | 6:08    |  |

## Topuri
| Top (2011)             | Poziție maximă |
| ---------------------- | -------------- |
| Austrian Albums Chart  | 7              |
| German Albums Chart    | 1              |
| German Downloads Chart | 1              |
| Swiss Albums Chart     | 15             |

| Top (2011)          | Poziție |
| ------------------- | ------- |
| German Albums Chart | 20      |

| Țară     | Certificări | Vânzări  |
| -------- | ----------- | -------- |
| Germania | Platină     | 200,000+ |

## Istoricul lansării
| Regiune      | Data lansării     | Format                             | Casă de discuri |
| ------------ | ----------------- | ---------------------------------- | --------------- |
| Germania     | 8 februarie 2011  | CD, Descărcare                     | Universal       |
| Austria      | 8 februarie 2011  | CD, Descărcare                     | Universal       |
| Elveția      | 11 februarie 2011 | CD, Descărcare                     | Universal       |
| Regatul Unit | 28 februarie 2011 | Descărcare                         | Island Records  |
| Europa       | 15 mai 2011       | Descărcare                         | Universal Music |
| Australia    | 15 mai 2011       | Descărcare                         | Universal Music |
| Germania     | 16 September 2011 | CD, Descărcare (Ediția de Platină) | Universal Music |